# Nicolai Neiiendam
Nicolai Anders Neiiendam, född 21 mars 1865 i Köpenhamn, död 15 mars 1945, var en dansk skådespelare och teaterregissör, bror till Valdemar och Robert Neiiendam. Han var sedan 1897 gift med Jonna Neiiendam och far till Michael Neiiendam och Tavs Neiiendam.  
Neiiendam studerade vid Det Kongelige Teaters elevskole och scendebuterade vid teatern 1893. Han var engagerad vid Det Kongelige Teater 1893-1895 och 1899-1930. Han var lärare vid Det Kongelige Teaters elevskole 1909-1920.

## Filmografi (urval)
- 1918 – Himmelsskeppet
- 1939 – Elverhøj
- 1939 – Den gamle præst
- 1942 – Tyrannens fall